# 有馬元治
有馬 元治（ありま もとはる、1920年1月1日 - 2006年12月15日）は、日本の内務・労働官僚、政治家。労働事務次官、衆議院議員（6期）、防衛政務次官、自由民主党国防部会長。鹿児島県川内市（現・薩摩川内市）出身。

## 来歴
台北高等学校を経て、東京帝国大学法学部政治学科卒業後の1941年12月 内務省（東京府属）に入省したが、わずか2週間後の1942年1月 海軍短期現役八期生として海軍経理学校に入学する。終戦後、海軍から内務省に復帰後は、内閣官房内閣参事官、中央労働委員会事務局長、労働省職業安定局長などを経て、1968年、労働事務次官に就任。
労働省退官後の1969年の第32回衆議院議員総選挙に旧鹿児島2区から無所属で立候補し初当選。その後、自由民主党に入党し、防衛政務次官、党国防部会長を歴任するなど国防族として知られた。田中派崩壊後も二階堂進と行動を共にしたため、当選6回を数えながら遂に入閣は出来なかった。1990年2月の第39回衆議院議員総選挙で落選し、政界から引退、地盤を松下忠洋に譲った。
同年4月の春の叙勲で、勲二等に叙され、旭日重光章を受章する。
2006年12月15日11時55分、心不全のため、東京都文京区の病院で死去した。86歳没。死没日付をもって正七位から正四位に叙された。